# اربعین در ایران
در همه شهرهای شیعه نشین ایران در این روز به عزاداری می‌پردازند. برپایی مجالس روضه خوانی، سینه زنی، زنجیرزنی از جمله مراسم خاص این روز است؛ و پس از پایان یافتن مراسم عزاداران را اطعام می‌کنند.
در شهرهای مذهبی ایران مانند قم و مشهد و شیراز ، در منزل و حسینیهٔ علما و مراجع تقلید نیز مراسم روضه‌خوانی برپا می‌شود.
در شهرهای مختلف و عموما زیارتی ایران راهپیمایی هایی در این روز انجام می شود که مقصد آنها اماکن مقدس مثل امامزاده ها است. در سال های اوج گیری کرونا در ایران این مراسم توسط حکومت ایران به خاطر رعایت مسائل بهداشتی منع شد.

## رویدادها
از هم زمانی های مهم اتفاقات در ایران با اربعین، مقاومت مردمی ایران در سال ۱۳۳۴ قمری در طی نبرد رباط‌کریم به فرماندهی حیدر لطیفیان در جریان اشغال ایران در جنگ جهانی اول توسط نیروی زمینی ارتش امپراتوری روسیه تزاری بود.

## قم

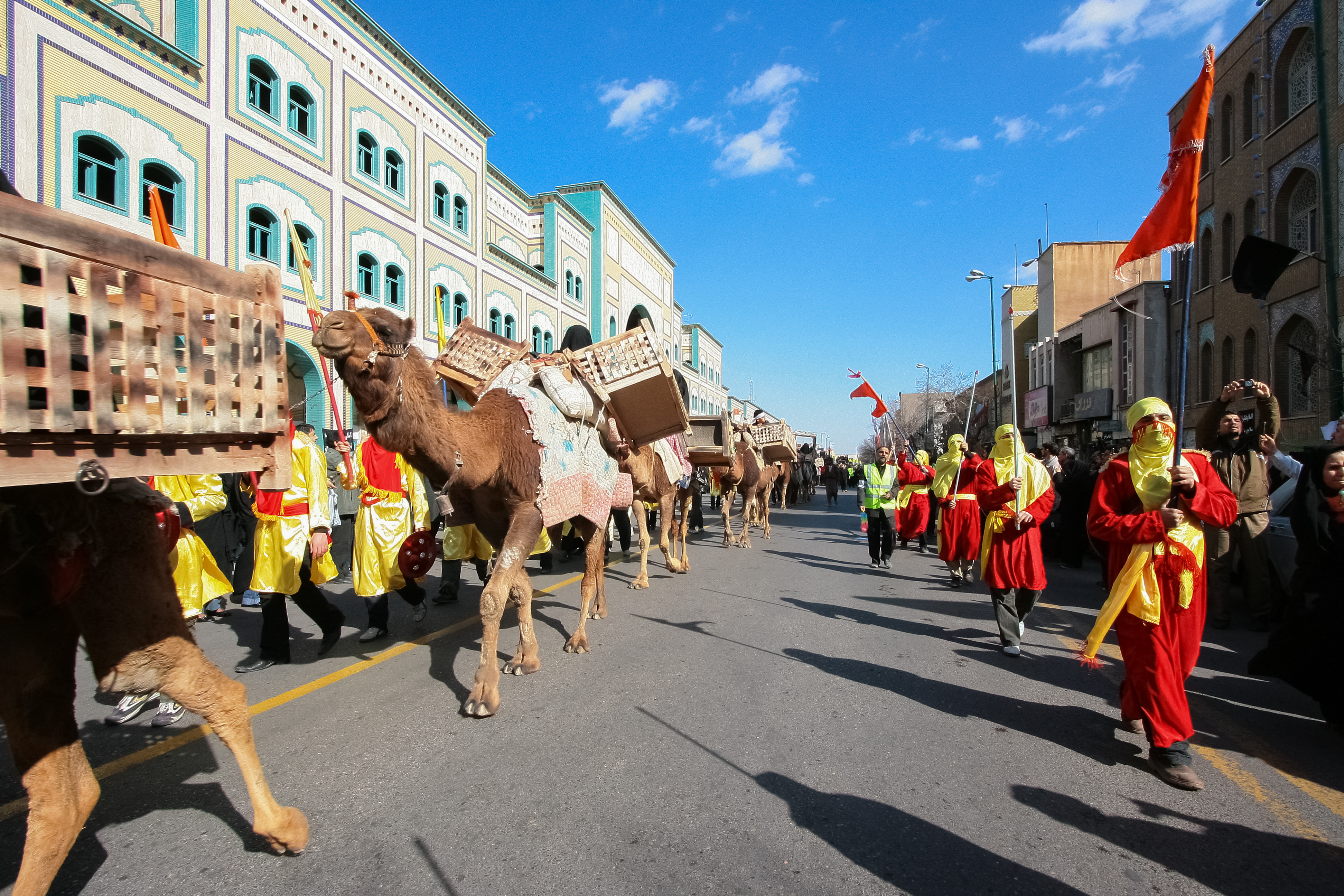
یک مراسم تعزیه روز اربعین در قم

در روز اربعین هیئت کربلاییها همراه هیئتهای نجفیهای تهران، اصفهان، خراسان، کاشان، ساوه و شیراز که به قم می‌آیند، برای عزاداری به سمت حرم معصومه حرکت می‌کنند.

## مشهد
هیئت کربلاییهای مقیم مشهد، در روز اربعین، و دههٔ پایانی ماه صفر برای عزاداری سنتی به صحن و مرقد علی بن موسی الرضا می‌روند. تمامی خرج مراسم عزاداری، از طرف مردم پرداخت می‌شود و هر مجلس بانی یا بانیانی دارد.

## تهران
در تهران در روز اربعین، مردم غذاهایی از قبیل شله‌زرد، حلیم، زرشک‌پلو، قورمه‌سبزی و خورشت قیمه پخش می‌کنند. در تهران قدیم در روز اربعین، دسته‌های ثابت و سیار تعزیه در تکیه‌ها، حسینیه‌ها و کوچه و بازار به اجرای نمایش بارگاه یزید، و ورود اسرای کربلا به شام می‌پرداختند؛ این مراسم تا روز ۲۸ صفر که روز کشته شدن حسن بن علی است، ادامه داشت. انها در این روز به انجام پیاده‌روی نمادین تحت عنوان جاماندگان اربعین میپردازند انها از میدان امام حسین تا حرم شاه عبدالعظیم حسنی پیاده می‌روند.

## بوشهر
در بوشهر در روز اربعین شله‌مرادی (حلوای نذری) پخش می‌کنند. در سیرجان در روز اربعین مجالس متعدد روضه‌خوانی همراه با پخش نذری برپا می‌شود. یکی از مراسم خاص این روز، اجرای تعزیهٔ ورود جابر به کربلا، و زیارت قبر حسین بن علی است که از قدیم‌الایام در این شهر برگزار می‌شود. در پایان مجلس، با چای و هلیم از تماشاگران تعزیه، پذیرایی می‌شود. غذاهای نذری از قبیل آش امام بیمار، شله‌زرد و شیربرنج مخصوص این روز است.

## گیلان
در گیلان مردم در روز اربعین، در مساجد افزون‌بر روضه‌خوانی، به سینه‌زنی می‌پردازند، غذای نذری می‌پزند و شربت، خرما، حلوا و خوردنیهای دیگر خیرات می‌کنند در شرق گیلان در روز اربعین، مراسم علم واچینی برگزار می‌شود.
مردم شرق گیلان برای این ایام باورهایی داشتند، ازجمله اینکه اگر زنی صاحب فرزند نمی‌شد، باقی‌ماندهٔ غذای سفرهٔ اربعین را که توسط اهالی محل در مسجد پخش می‌شد، به خانه می‌آوردند و آن را در سفرهٔ دیگری می‌ریختند، سپس زنی از سادات، سفره را بر سر زن نازا می‌ریخت؛ یا اینکه زن سیده وضو می‌گرفت، نیت می‌کرد، سفره را برمی‌داشت و به همراه زن نازا و برخی از زنان محل زیر یک درخت پرثمر می‌رفتند، درخت را شاهد می‌گرفتند، به آن قسم می‌دادند و بعد سفره را رو به قبله بر سر زن نازا که زیر درخت نشسته بود، می‌ریختند.

## شاهرود
در شاهرود در شب اربعین غذاهای نذری مانند آش شله‌قلمکار و هلیم می‌پزند که مواد اولیهٔ آنها از نذریهای مردم تأمین می‌شود و پس از پایان عزاداری و روضه‌خوانی، در صبح اربعین بین مردم پخش می‌شود.

## ایلام
در ایلام زنان در روز اربعین مراسم «چایینه» برگزار می‌کنند. در این مراسم، زنی نوحه‌خوان که به آن ملایه می‌گویند، به نوحه‌خوانی می‌پردازد، و زنان چایینه‌خوان با حالتی پریشان، سینه‌زنی می‌کنند؛ سپس با چرخشی تند به صورت حلقه‌وار، در حالی که دست روی شانه‌های همدیگر گذاشته‌اند، با بالا و پایین آوردن سر و سینه اشک ماتم می‌ریزند. معمولاً از عزاداران با شربت و هریسه پذیرایی می‌کنند.

## کیش
در جزیرهٔ کیش در مجالس عزای اربعین، منبریها خطبه‌های زینب و سجاد بن علی را که در کوفه و شام ایراد کرده بودند، برای مردم می‌خوانند؛ همچنین از مقتل‌نامه‌ها، سرگذشت بازماندگان عاشورا از کربلا تا مدینه بازگو می‌شود و در خاتمه، مصیبت‌خوانی انجام می‌گیرد و عزاداران به «لطم» (پنجه بر سر و روی زدن) می‌پردازند.

## زنجان
روز اربعین در زرین شهر بازار تعطیل می شود و دستجات یک دست و دو دست بر شانه ها می زنند. در شهرستان لنجام دسته های زنجیرزنی به خیابان اصلی می آیند. در عصر اربعین همچنین در آیینی سنتی واقعه عصر عاشورا با آتش زدن خیمه ها و کراوان نمادین اسرای کربلا به نمایش در می آید.

## مازندران
یکی از سنت های قدیمی در مازندرانی ها در روز اربعین مراسم سنتی حلیم پزان بوده است.

## سمنان
در سمنان مراسم اربعین با گویش محلی سمنانی برگزار می شود.

## نگارخانه اربعین در ایران

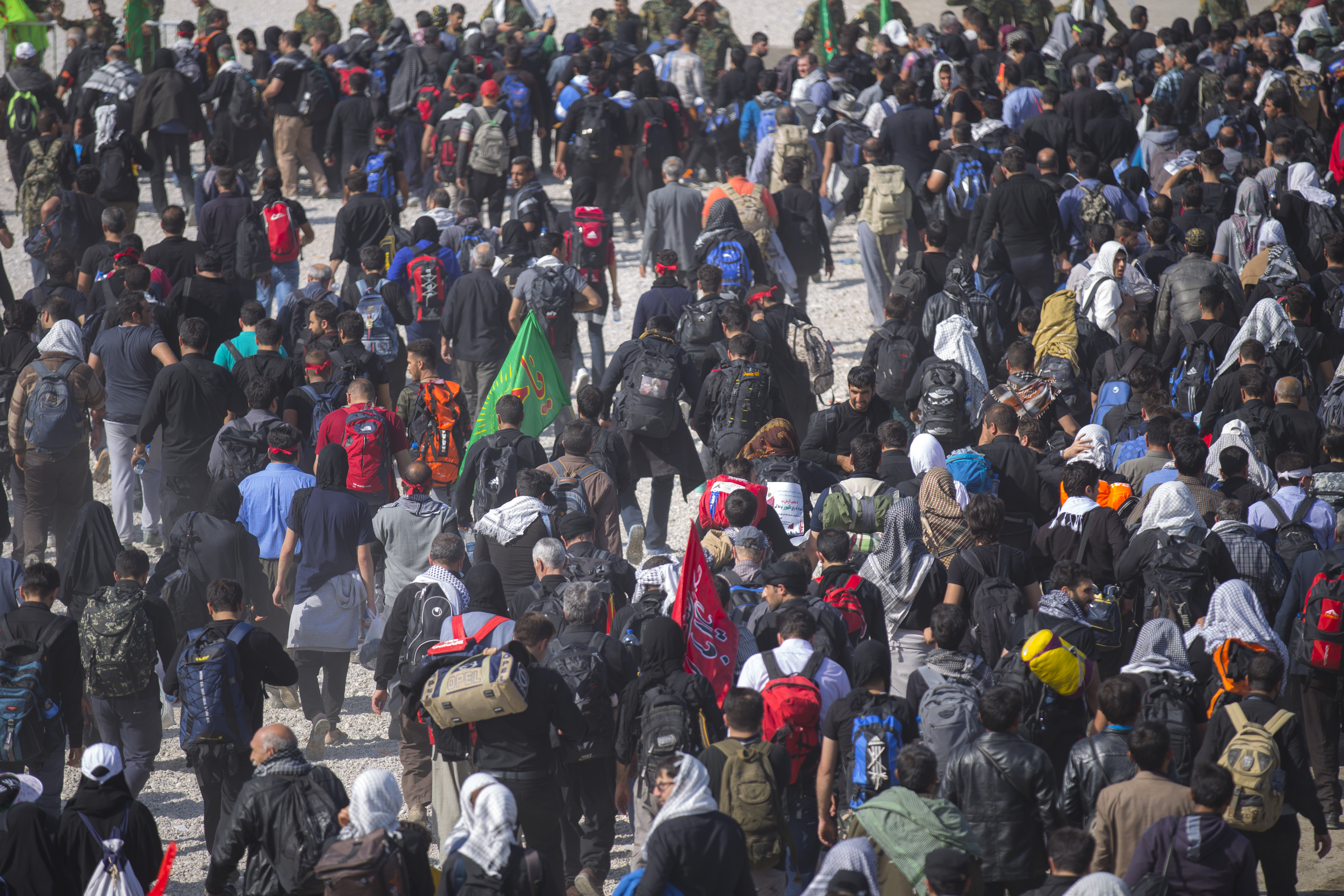
کاروان پیاده روی اربعین در نقطه مرزی شهر مهران با عراق
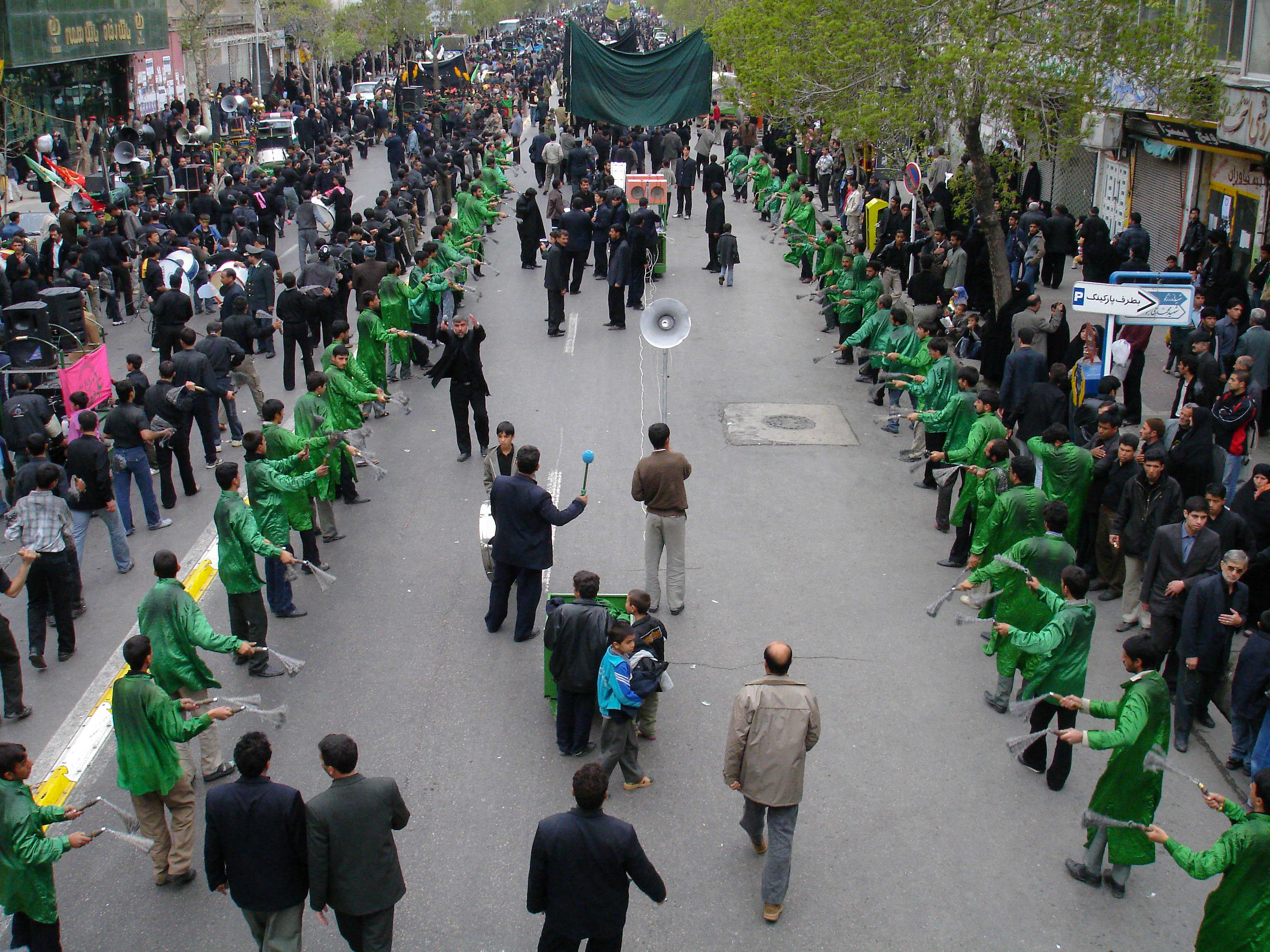
یک دسته عزاداری اربعین در شهر مشهد
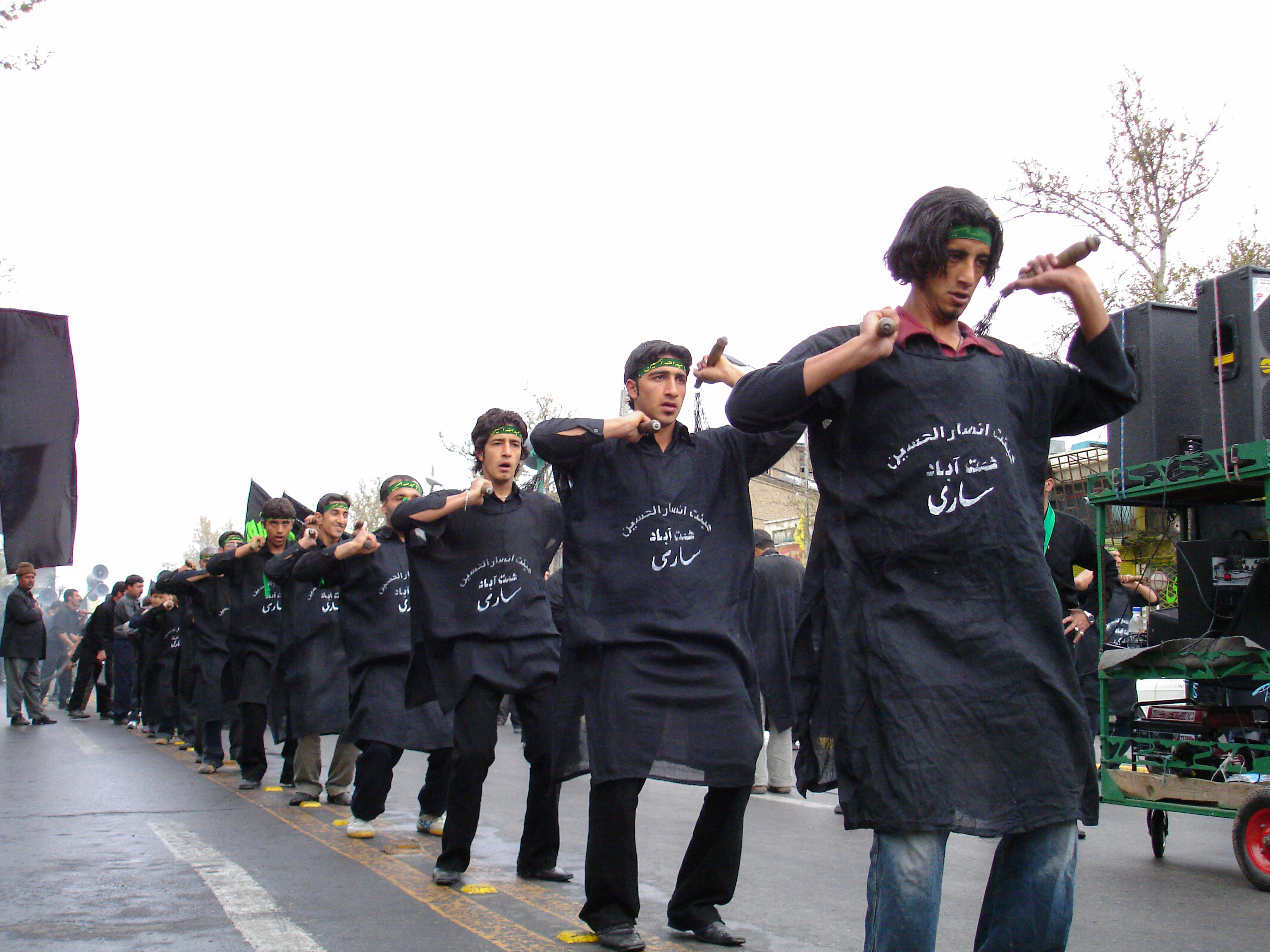
دسته زنجیر زنی در روز اربعین در ایران
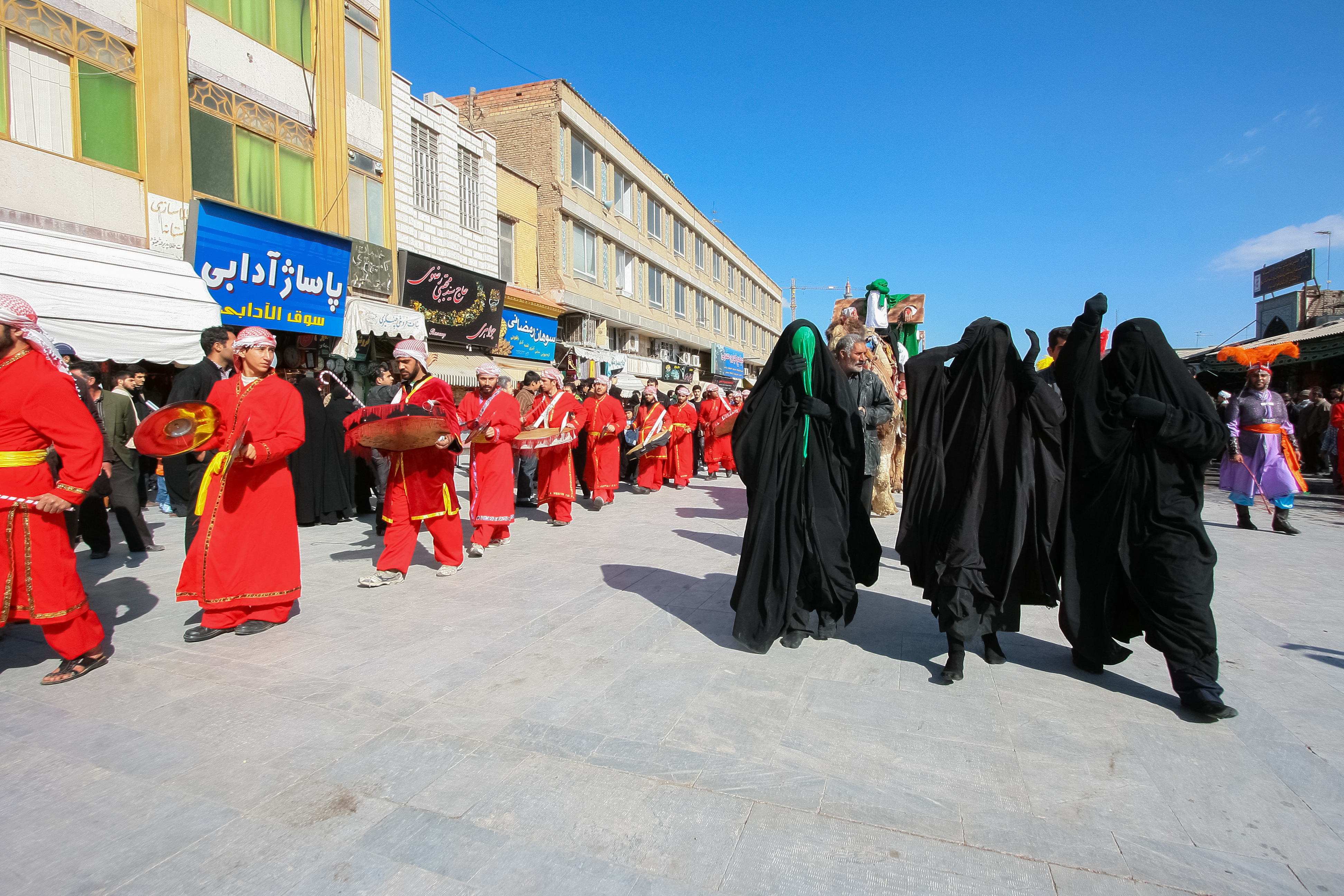
انجام یک نمایش آئینی، روز اربعین ۱۳۸۵ در شهر قم
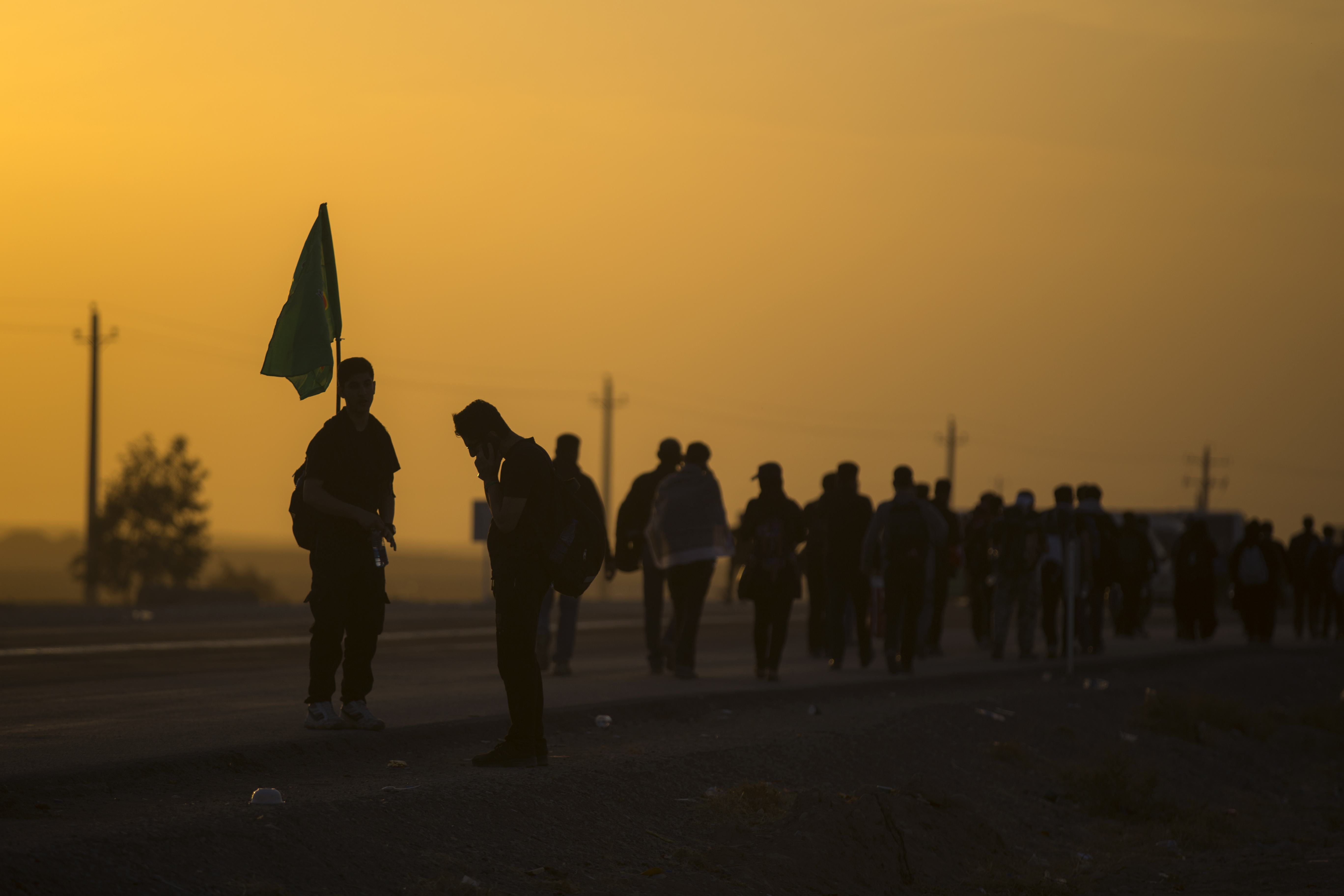
مسیر پیاده روی اربعین از ایران به سمت خاک عراق
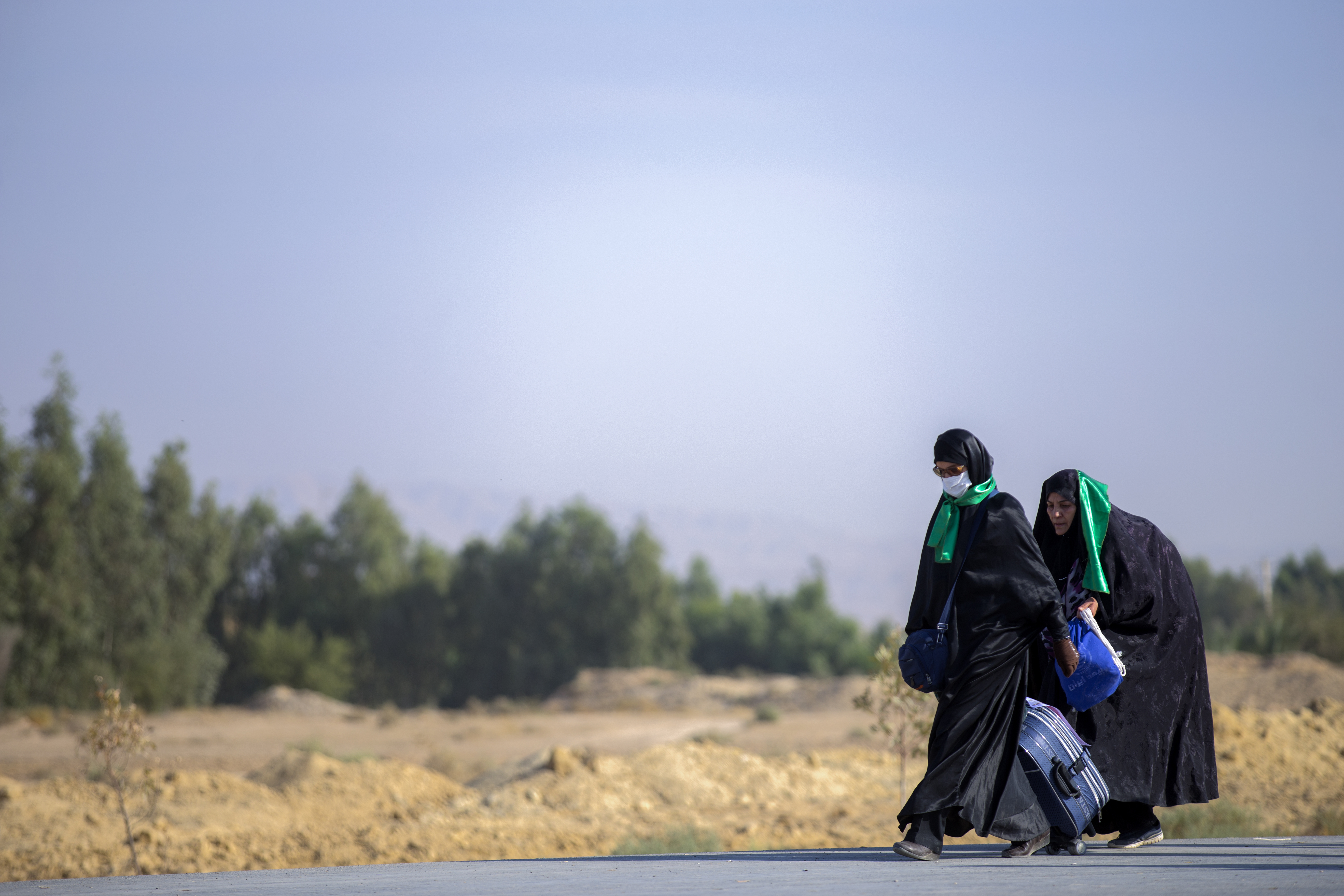
دو زن در حال پیاده روی به سمت خاک عراق از مرز ایران در اربعین